# 9GAG
9GAG é um website humorístico criado em Hong Kong  e hospedado nos Estados Unidos. Lançado em abril de 2008 , esse website é conhecido principalmente pelo uso recorrente de memes internéticos .  Tiras, imagens, GIFS e vídeos fazem parte do foco central do humor presente no site.

## Etimologia
Cada publicação de imagem e vídeo é chamada de gag. O nome do site deriva do formato do layout que originalmente apresentava nove gags em cada página. [carece de fontes?]

## Acesso

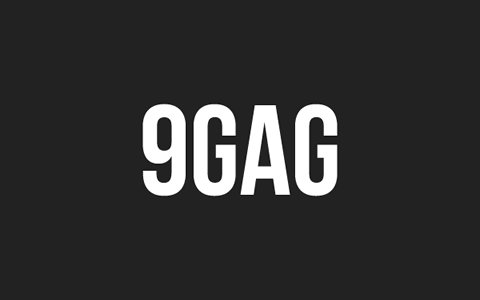
Antigo logótipo do 9GAG

Qualquer utilizador registrado pode enviar imagens e vídeos com propósitos humorísticos. Não é necessário cadastro para acesso ao site. Contudo, para votar, acessar imagens com conteúdo adulto (NSFW ou Not Safe For Work) ou para efectuar comentários sobre as postagens, o utilizador deverá estar registado, mediante o preenchimento de um simples formulário onde é informado o e-mail e o nome de usuário desejado. Esse procedimento é gratuito e permite que o usuário possa disponibilizar suas próprias imagens para apreciação de toda a comunidade.

## Votação
O site é dividido em três etapas de votação. Os gags que receberem mais votos sobem para a próxima etapa de votação, havendo a possibilidade de votar contra o gag nas duas primeiras etapas.

### Fresh
Nesta página encontra-se todo o conteúdo postado no site. O conteúdo divulgado é tão grande que é comum encontrar na página seguinte gags que já foram vistos, visto que as páginas de votação são dinâmicas.

### Trending
Os gags da página Fresh que receberem mais votos sobem para esta página. O critério de votação é o mesmo da página anterior, podendo-se votar contra ou a favor. Existem especulações de que alguns usuários selecionados possuem privilégios para publicarem diretamente nesta página.

### Hot
A última etapa de votação é também a página inicial do site para os gags que receberam mais votos em Trending. Somente os gags desta página são enviados para o RSS.

### Teclas de Atalho
O teclado pode ser usado para agilizar o processo de votação.
- R: Random. Carrega um gag aleatório.
- C: Comment. Centraliza a página nos comentários.
- H: Hate. Vota contra um gag.
- J: Next. Pula para o próximo gag.
- K: Previous. Retorna ao gag anterior.
- L: Like. Vota a favor de um gag.

## Comentários
Além dos clichês "still a better love story than Twilight" e "ninja cutting onions", os comentários podem trazer informações úteis para facilitar a vida do usuário.
As postagens no 9gag ocasionalmente se referem a links que não podem ser colocados diretamente na imagem, como um flagra no Google Maps, o trecho de um vídeo, um comentário engraçado no Youtube ou Yahoo! Respostas. Por isso, é tradição que alguém procure o link da referência original e poste nos comentários para evitar que os demais precisem fazer o mesmo. Qualquer referência a links extensos ou que demandem uma pesquisa no Google provavelmente estarão nos comentários mais votados, desde que a postagem seja popular o suficiente.

### Captain
Em algumas postagens com conteúdo discreto, ocorre de uma pessoa tentar explicar o post de um modo em que nem todos entenderam, fazendo com que outros usuários respondam "Thanks, Captain", algo como "Obrigado, Capitão". O "capitão" no final do comentário costuma dizer " *flies away*" (voa para longe) tal como o super homem

## Popularidade
Graças ao humor ácido presente nas postagens e à frequente utilização de memes, o 9GAG figura entre os 500 websites mais visitados do mundo, ficando em 78° lugar entre os mais acessados pelos computadores instalados no Brasil  e em 38º lugar entre os mais acessados em Portugal. O autor Clay Shirky, em sua obra Cognitive Surplus: Creativity and Generosity in a Connected Age, refere-se ao 9GAG como sendo "um produto do excedente cognitivo" .

## Controvérsia

### 4chan
Devido ao ganho de popularidade, no dia 21 de dezembro de 2011 o site foi vítima de uma tentativa de invasão, orquestrada por membros do website 4chan, em conjunto com hackers do grupo Anonymous. Contudo, tal ato foi detectado e minimizado pelo sistema de segurança do servidor, sem a ocorrência de maiores danos ao website.

### Discover
Em 16 de Março de 2012 as páginas Trending e Vote foram substituídas por um híbrido na nova página Discovery. Todos os posts de Trending continuaram presentes na nova página, mas somente uma parcela reduzida de Vote, supostamente as que receberam votos significativos de pessoas com quem o autor compartilhou, aparecem publicamente. Esta mudança causou imediato alvoroço da comunidade que começou a publicar mensagens de protesto e boicote, muitas com incentivo para "repostar" as mensagens de protesto - prática considerada contra as regras. Atendendo à pressão das críticas, as páginas Trending e Vote retornaram no dia 19 de Março de 2012.

### Massacre de Aurora em 2012
Em 20 de Julho de 2012, um atirador de 24 anos, usando uma máscara de gás, lançou uma bomba de gás e abriu fogo durante uma sessão de The Dark Knight Rises num cinema em Aurora, Colorado, nos Estados Unidos. Ao total, foram mortas 12 pessoas e mais de cinquenta ficaram feridas. Foi dito que utilizadores do 9GAG encorajaram James  Holmes a fazer o atentado, todavia, mais tarde, foi refutado pelos meios de comunicação social e pelo próprio site que o 9GAG e os seus utilizadores tivessem qualquer envolvimento. Aparentemente, trata-se de mais um capítulo da "guerra" 9GAG vs 4chan, uma vez que se suspeita que a tentativa de ligação do massacre ao 9GAG com a divulgação de "print-screens" (aparentemente falsificados) foi iniciada por usuários do site 4chan.